# 야마마에촌
야마마에촌(山前村)은 도치기현의 남서부, 아시카가군에 속했던 촌이다.

## 역사
- 1889년 4월 1일 - 정촌제 시행에 의해 아시카가군 야마마에촌이 성립하였다.
- 1954년 8월 1일 - 미에촌과 함께 아시카가시에 편입되어 소멸하였다.

## 교통

### 철도
- 일본국유철도
  - 료모선

## 참고문헌
- 『栃木県町村合併誌 第二巻』 栃木県、1955年。